# Massakern 1391

Judar dödas i Barcelona.

Massakern 1391 ägde rum i Kastilien och Aragonien under juni och tre månader framåt år 1391. Den räknas som den största pogromen i Spaniens historia och den mest intensiva förföljelsen av judar före Alhambradekretet 1492.
I Kastilien hade fanatikern ärkediakonen av Ecija, Ferrand Martinez, under en lång rad av år uppmuntrat antisemitiska stämningar genom att i sina predikningar kräva att judarna skulle tvingas konvertera till kristendomen. Den 6 juni 1391 ledde Martinez senaste predikan slutligen till en massaker på 4 000 judar i Sevilla. Pogromen spred sig till över sjuttio städer i Kastilien under en period av tre månader, där judar attackerades, tvingades konvertera eller dödades. Vissa har uppskattat att 50 000 människor dödades. 
28 juni 1391 spred sig pogromen till Valencia i Aragonien, där mellan 230 och 300 judar mördades och 11 000 personer tvingades konvertera.